# Margrietboorvlieg
De margrietboorvlieg (Oxyna nebulosa) is een vliegensoort uit de familie van de boorvliegen (Tephritidae). De wetenschappelijke naam van de soort is voor het eerst geldig gepubliceerd in 1817 door Wiedemann.